# Talled

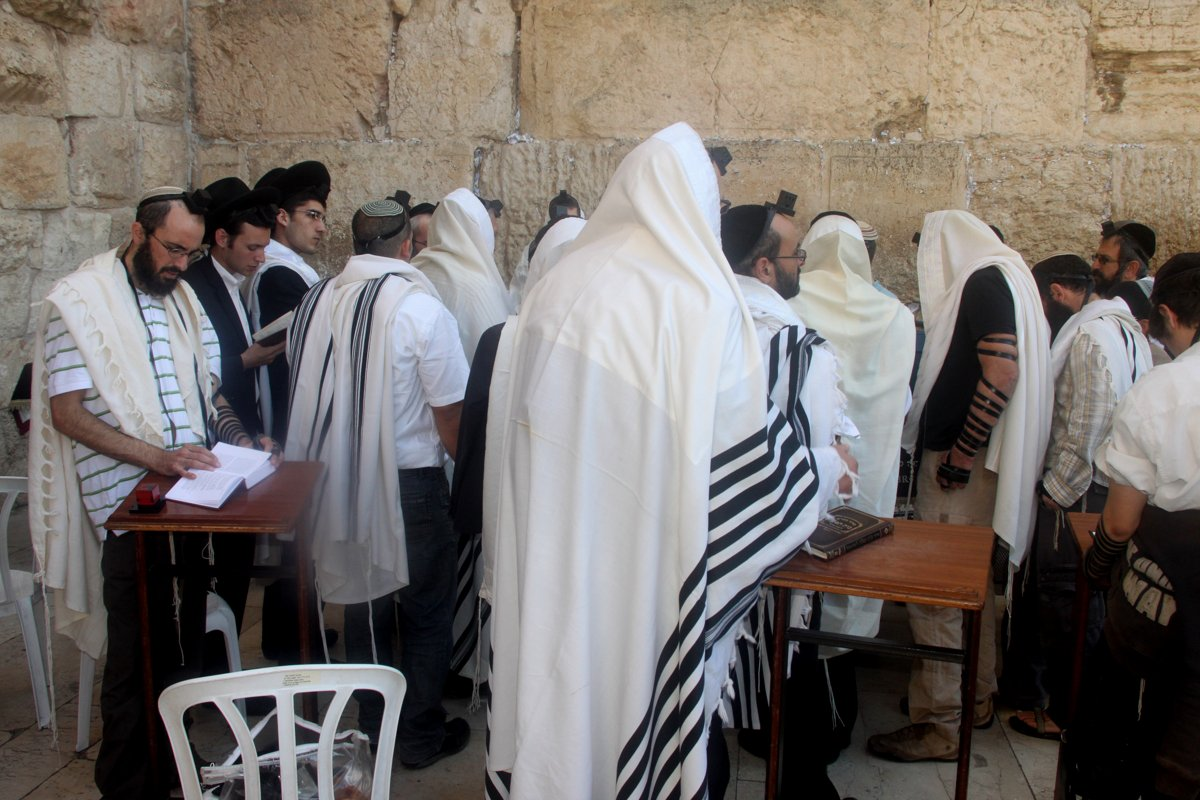
Talled tradizionale indossato da un ebreo che prega

Il tallèd (in ebraico טלית‎?), definito anche scialle di preghiera, è un indumento rituale ebraico la cui storia risale ai tempi della compilazione della Torah. La pronuncia tallit è quella dell'ebraico moderno, mentre nell'uso askenazita la pronuncia è tallis.
È utilizzato dagli uomini per le preghiere mattutine, per varie cerimonie religiose e una sola volta l'anno durante la preghiera della sera (in occasione dello Yom Kippùr)
Nella sua forma più comune (talled gadol, in ebraico טלית גדול) consiste in un telo rettangolare, solitamente di lana, seta, lino o cotone, ma anche in fibra sintetica, di varie grandezze, più o meno decorato e dotato obbligatoriamente di frange (ציציות Zizziot) ai quattro angoli e solitamente anche sui due lati più corti. Il termine zizzit è a volte usato come sinonimo di talled.

## Significato del Talled

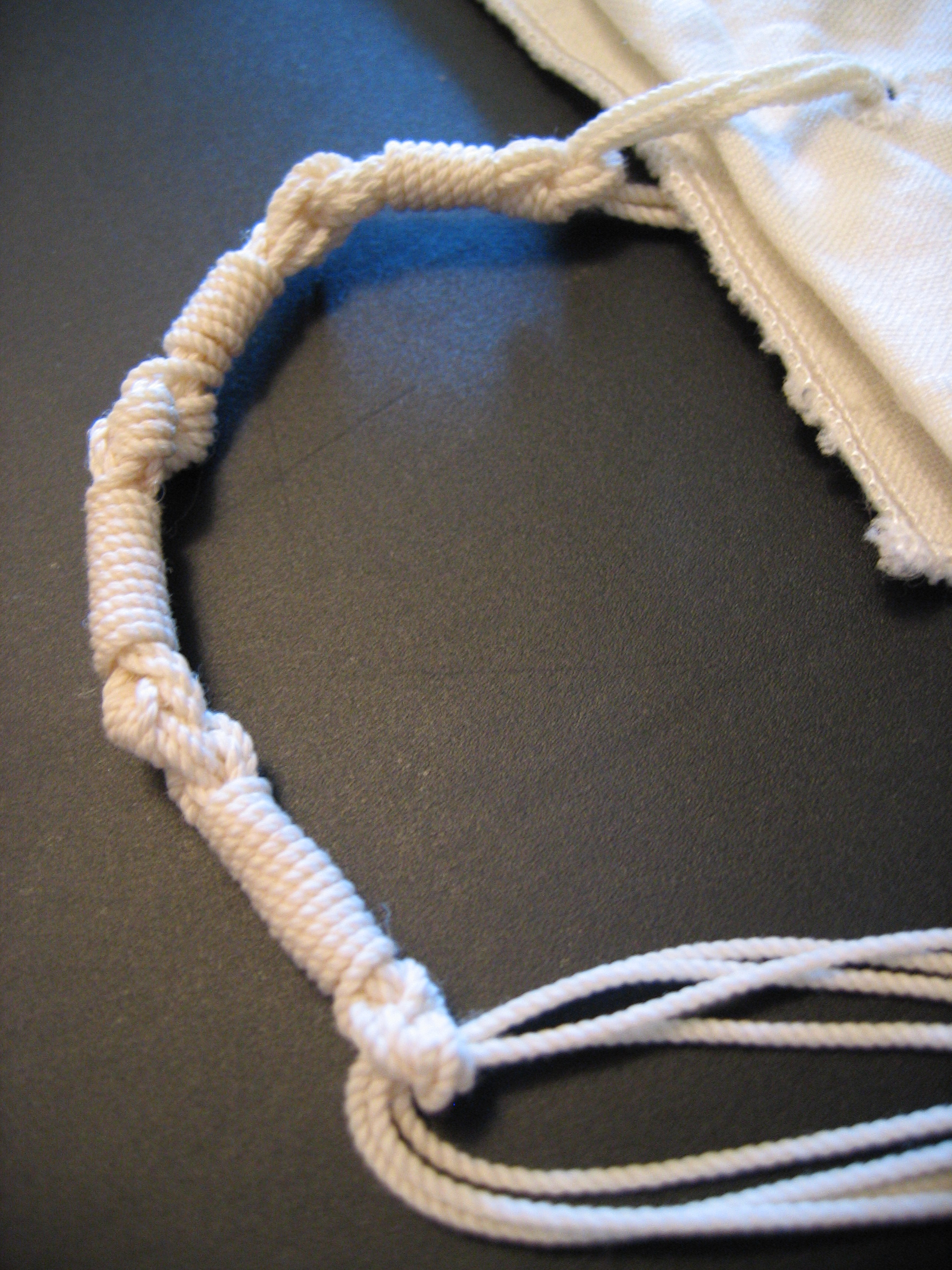
Aspetto di uno zizzit (stile askenazita)

Tra gli ebrei ortodossi il talled viene indossato dai maschi che hanno raggiunto la maggiore età, cioè che hanno compiuto 13 anni, età in cui l'ebreo diventa Bar mitzvah, figlio della legge, e assume l'obbligo di obbedienza ai precetti.  Tra le comunità progressiste invece anche la donna indossa il Talled. L'obbligo è espresso in Numeri 15:37-39, in un passo che è parte anche dello Shema, sicuramente la più sentita delle preghiere ebraiche:
E Dio disse a Mosè : Dì ai figli di Israele di farsi per tutte le generazioni delle frange agli angoli dei loro vestiti, e nelle frange vi sia un filo di tessuto azzurro; questo sarà per voi lo zizzit, e lo vedrete e ricorderete tutte le leggi divine e le osserverete, e non seguirete il vostro cuore ed i vostri occhi, da cui vi fareste trascinare.
Il Talled è quindi una forma di riconoscimento della persona nell'ebraismo, e rappresenta una delle poche norme della Torah scritta relative all'aspetto personale.
La non praticità in tempi successivi a quelli biblici dell'indossare una specie di tunica ha portato all'uso del talled Qatan, in ebraico טלית קטן, che è sostanzialmente una maglia, da indossare sotto la camicia, sempre dotata degli zizzit come da precetto divino. Il talled gadol resta comunque obbligatorio nell'uso liturgico, almeno in alcune ben definite occasioni.
Il filo azzurro (פתיל תכלת - Pétil Techélet) di cui si parla nel passo biblico oggi non è più presente : si ritiene fosse colorato con l'estratto della conchiglia di un mollusco ormai estinto. Solo i Caraiti, ed alcune comunità Sefardite usano porre dei fili azzurri nelle Zizziot - ovviamente colorati in modo diverso.

## Storia
Essendo il Talled una via di mezzo tra un abito ed un oggetto rituale, il suo aspetto ha risentito delle epoche e degli stili. Presumibilmente bianco nei tempi antichi, vista la scarsità di coloranti, ha assunto col tempo un aspetto, più o meno standard, di telo bianco con bande laterali in numero e larghezza variabile, di colore nero o azzurro. In tempi recenti sono stati usati altri colori e occasionalmente decorazioni più o meno informali; questa pratica non è però in uso presso le comunità ortodosse e conservative che mantengono il disegno classico. Il fondo è talvolta operato con un disegno rappresentante le tavole della legge.
Nella tradizione italiana, il talled è a volte di seta ma, visto il costo, è normalmente di lana o cotone; più di frequente con bande azzurre, sempre su fondo bianco.